# Ranini Cundasawmy
Ranini Cundasawmy (née le 19 mai 1984) est une boxeuse mauricienne. Elle pratique le Kun Khmer Boxe Cambodgienne (Padel serey) la savate (boxe française), la croche et le muay-thaï. Elle a remporté le championnat du monde de muay-thaï en 2017, 2018, 2019 organisé par la WMF Federation (World Muay Thai Federation) basée en Thailande.

## Enfance et jeunesse
Cundasawmy est née le 19 mai 1984 à l'Hôpital Victoria, sur l'Île Maurice. De 1984 à 1994, elle vit à Pope Henessy, un quartier de Beau Bassin, avec ses trois frères et deux sœurs. Elle commence à pratiquer le kick-boxing à l'âge de 18 ans pendant la période de 1 ans pour garder la forme. Elle mène sa scolarité à Beau Bassin jusqu'à 16 ans, âge auquel elle quitte cette ville pour poursuivre ses études au lycée St Bartholomew, à Port-Louis.
Après son Higher School Certificate (HSC, équivalent du baccalauréat), elle doit renoncer à poursuivre ses études à l'Université, sa famille ne pouvant la soutenir financièrement. Elle travaille alors en tant que vendeuse en pharmacie tout en continuant le Kick-boxing. En 2002, elle trouve un emploi dans la société Toolink Crm Ltd, où elle rencontre son futur mari Louis Patrick Cundasawmy. Ils se mettent à pratiquer la savate ensemble et se marient en 2008. En 2008, ils quittent Toolink Crm et créent leur propre entreprise, DJP Productions. En 2010, ils commencent à pratiquer le muay-thaï,,.

## Carrière sportive
En 2002, Patrick Cundasawmy prend la direction de l'école de sport de combat à Bambous
En 2003 Ranini Cundasawmy s'entraîne au sein du club Bambous Martial Arts (BMA) Sports Club, qui rencontre de nombreuses difficultés. Les sportifs sont notamment contraints de s'entraîner dans la rue, n'ayant aucun lieu pour cela.
En 2011, Ranini Cundasawmy fonde la BMA Female Team. Ranini et  Patrick Cundasawmy proposent des séances de pré-entraînement ouvertes à tous, comme moyen de servir la communauté et d'aider les gens à s'initier au sport gratuitement. L'accent est mis particulièrement sur les femmes et les enfants,,.. L'entraînement au Bambous Martial Arts est gratuit pour tous, avec trois succursales à Maurice : Bambous, Flic en Flac et Bel Ombre.. Elle participe à plusieurs compétitions de muay-thaï et savate entre 2010 et 2012. En 2012, elle participe au premier combat de muay-thaï mixte organisé à Maurice, et le gagne. Lors de sa première participation au championnat mauricien de Taekwondo, en 2013, elle gagne la médaille d'or. Elle remporte aussi le championnat mauricien de croche pour sa première participation, et conserve son titre de championne de muay-thaï. Le 11 mai 2014, elle gagne le championnat de croche de l'Océan Indien.
En octobre 2014, elle remporte la médaille de bronze du Championnat du Monde Assaut de Boxe Française Savate à Rome sous le coaching de son mari Louis Patrick Cundasawmy,.
Elle conserve son titre de championne mauricienne de muay-thaï en 2015.
En 2017, Cundasawmy gagne la médaille d'or aux championnats du monde de la World Muaythai federation (WMF) en Pro-Am chez les -46 kg, et une médaille d'argent en amateur chez les -47 kg. À la suite d'une levée de fonds sur Internet, elle peut finalement participer à la compétition de la WMF, où elle remporte l'or chez les amatrices de -48 kg, et l'argent chez les Pro-Am de -46 kg.
En 2011, Ranini Cundasawmy crée également créé les sessions d'entraînement de l'équipe BMA pour femmes et enfants, mettant particulièrement l'accent sur les femmes et les enfants,,.

## Statistiques
- Muay-thaï combats (23 Combats. 19 victoires, 4 défaite, 0 égalité)
- Boxe Française Savate (11 Combats. 8 victoires, 3 défaite, 0 égalité)
- Croche (lutte traditionnelle de La Réunion), combats nationaux et internationaux (11 combats. 10 victoires, 1 défaite, 0 égalité)
- Kyokushinkai combats nationaux (4 combats. 4 victoires, 0 défaite, 0 égalité)
- Taekwondo combats nationaux (4 Combats. 4 victoires, 0 défaites, 0 égalité)
- Ju-Jitsu Fighting (2 Combats. 1 victoires, 1 défaites, 0 égalité)

Total des combats : 55 / Victoires: 46 / Défaites: 9 / Égalités: 0 / Victoires par KO: 7

## Récompenses
- 2006 - Boxe Française Jeux de l'ouest Champion[2]
- 2011 - Mauritius National Muay Thai Champion[2]
- 2012 - Mauritius National Muay Thai Champion)[2]
- 2013 - Won the Mauritius Muay Thai Female Championship Belt[14]
- 2013 - Mauritius National Muay Thai Champion[13]
- 2014 - Indian Ocean Croche Champion [9]
- 2014 - World Championship Boxe Francaise Savate Assault (Bronze Medal) [10],[11]
- 2014 - Mauritius National Muay Thai Champion [15]
- 2015 - Jeux des Iles 2015 La Croche (silver medal) - 59k [16],[17]
- 2015 - Jeux des Iles 2015 Croche Bataille (gold medal) - 50k [16],[17] (synthèse de croche préhension et de moraingy percussion)
- 2015 - Mauritius National Muay Thai Champion [18]
- 2016 - Championnat Maurice de Croche - Champion [19]
- 2016 - Championnat Maurice de Croche Bataille - Champion [19]
- 2016 - Kyokushinkai National Tournament 2016 - Champion  [20]
- 2016 - WKF Muay Thai World Championship (Silver Medal - VICE WORLD CHAMPION 54kg) [21]
- 2016 - WKF Muay Thai World Championship (World Champion -50kg)[22]
- 2017 - WMF Muay Thai World Champion 2017 (WORLD CHAMPION Proam -46kg)[23],[24],[25],[26]
- 2018 - WMF Muay Thai World Champion 2018 (Gold Medal | WORLD CHAMPION am -48kg) [27],[28]
- 2019 - Kun Khmer World Championship 2019 (Silver Medel | Vice World Champion [29]
- 2019 - WMF Muay Thai World Championship 2019 (Gold Medal | WORLD CHAMPION am-48kg) [30]
- 2023 -  (JCI) JCI Mauritius The Outstanding Young Person (TOYP) Award Winner [31],[32][33]
- 2023 - Kun Khmer Championne du Monde (Gold Medal Championship Belt 45kg) Category KIF [34],[35],[36],[37]
- 2024 - Kun Khmer Championne du Monde (Gold Medal Championship Belt 45kg) Category KIF [38]